# ارس جزایر قناری
ارس جزایر قناری (نام علمی: Juniperus cedrus) نام یک گونه از سرده ارس است.